# Juliana Pasha

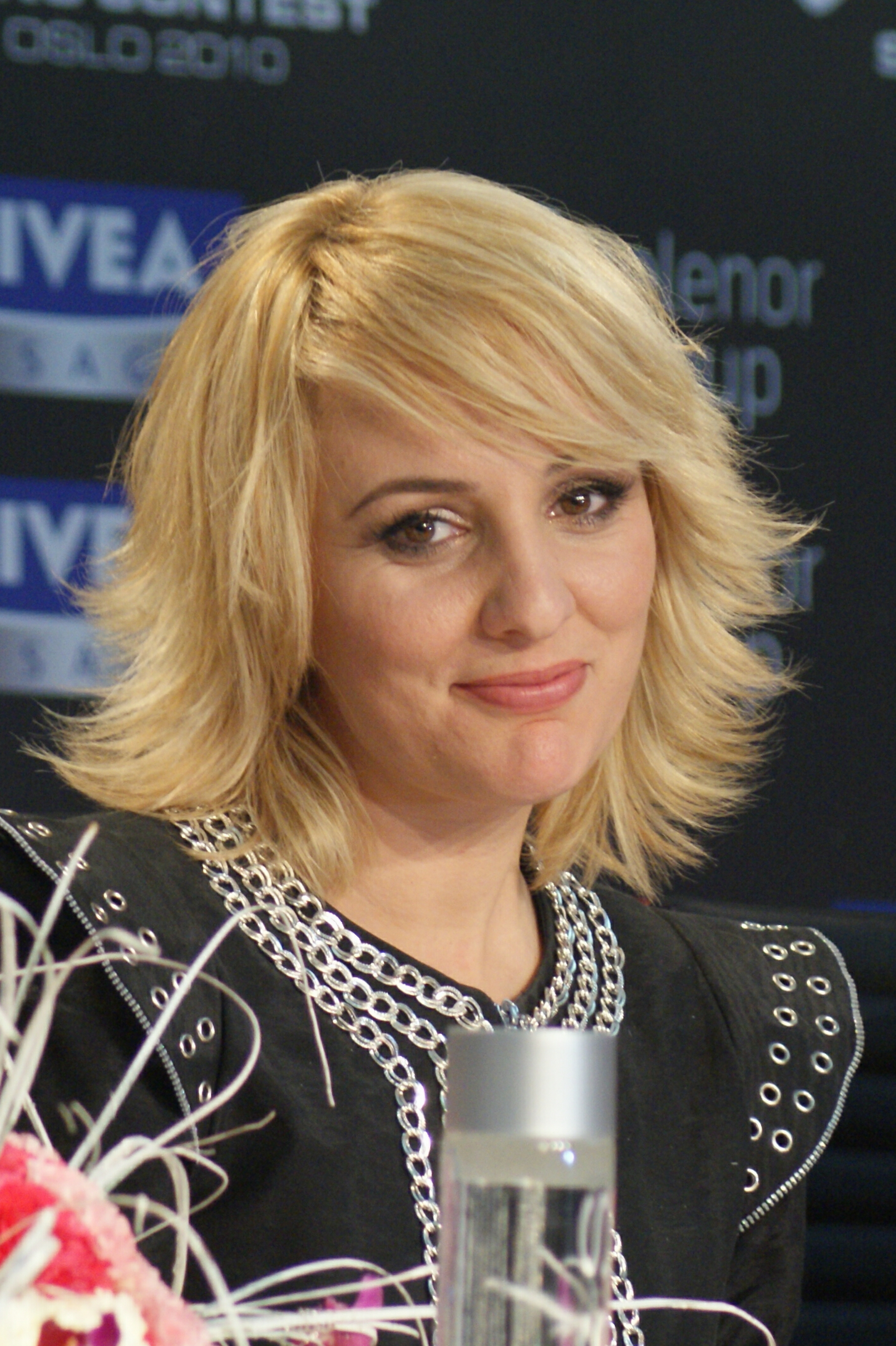

Juliana Pasha (Burrel, 20 mei 1980) is een Albanese zangeres.
Ze verkreeg vooral bekendheid toen ze namens Albanië deelnam aan het Eurovisiesongfestival 2010 in de Noorse hoofdstad Oslo. Met haar Engelstalige nummer It's all about you behaalde ze in de eerste halve finale een zesde plaats, waarmee ze zich kwalificeerde voor de finale. In de finale werd Pasha vervolgens 16de, met 62 punten.
2004: Anjeza Shahini · 
2005: Ledina Çelo · 
2006: Luiz Ejlli · 
2007: Aida & Frederik Ndoci · 
2008: Olta Boka · 
2009: Kejsi Tola · 
2010: Juliana Pasha · 
2011: Aurela Gaçe · 
2012: Rona Nishliu · 
2013: Adrian Lulgjuraj & Bledar Sejko · 
2014: Hersjana Matmuja · 
2015: Elhaida Dani · 
2016: Eneda Tarifa · 
2017: Lindita · 
2018: Eugent Bushpepa · 
2019: Jonida Maliqi · 
2021: Anxhela Peristeri · 
2022: Ronela Hajati · 
2023: Albina & Familja Kelmendi · 
2024: Besa · 
2025: Shkodra Elektronike
- Bibliothèque nationale de France: cb16228396c (data)
- International Standard Name Identifier: 0000 0000 9985 9587
- MusicBrainz: 6e87de72-9826-4a7a-b224-1e93ea19fba5
- Virtual International Authority File: 67145542604596641918